# Vicente Huidobro
Pour les articles homonymes, voir Vicente García, García, Huidobro et Fernández.
Vicente García-Huidobro Fernández, né le 27 avril 1893 à Santiago, et mort le 2 janvier 1948, est un poète surréaliste et écrivain chilien qui a fortement contribué au renouvellement de la poésie sud-américaine au cours du XXe siècle. Il est considéré comme l'un des quatre grands de la poésie chilienne (avec Pablo Neruda, Gabriela Mistral et Pablo de Rokha).
Il est connu pour son importante œuvre poétique et pour être le fondateur du mouvement "Créationnisme", dont les œuvres seront caractérisées par l'absence de signes de ponctuation, la disposition des vers, les thèmes non transcendantaux et les images extraordinaires.
Vicente Huidobro fut aussi journaliste de guerre, scénariste, critique de cinéma et un auteur très polémique dans le monde informatique.

## Biographie

### Jeunesse et formation
Fils de Vicente García-Huidobro et de María Luisa Fernández Concha, Vicente naît à Santiago au sein d'une famille riche, liée au monde de la politique et de la banque. Sa mère est une active féministe qui fréquente de nombreux cénacles littéraires. Son père est l'héritier du Marquesado de la Maison Royale. Après avoir passé ses premières années en Europe, Huidobro entre en 1907 au Collège jésuite San Ignacio à Santiago. Il suit des études de littérature à l’Université du Chili et publie Des échos de l'âme à Santiago (1911), composition de tendance moderniste. L’année suivante, il se marie avec Manuela Portales Bello, avec qui il a quatre fils. Il fonde et dirige la revue Jeune Muse, où paraît une partie de son livre Chansons dans la nuit.

### Carrière
Poète très prolifique, ‘Altaigle’ ou le voyage en parachute (Altazor), publié en 1931, peut être considéré comme son œuvre principale; elle est d'ailleurs la plus connue. Écrit sur une période d'une douzaine d’années, cet ensemble se caractérise par l'emploi d'un langage tout à la fois lyrique, surréaliste, expressionniste, voire romantique tel qu'on le pratiquait au début du siècle. On peut considérer les textes composant cet ouvrage comme se situant à la jonction entre langage traditionnel et langage moderne.
De fait, dès ses débuts, Huidobro s'est opposé aux courants littéraires de son temps et a lutté pour les changer, affirmant la nécessité de transgresser les formes conventionnelles.
Faisant partie du mouvement surréaliste au Chili, après avoir vécu un temps à Buenos Aires, il se rend à Paris et Madrid avec sa femme et ses enfants. En Europe il travaille auprès des grandes figures du monde poétique et artistique d'alors. Il obtient une place privilégiée dans le cercle des écrivains modernistes. À Paris il devient l'ami des grands artistes d'avant-garde du temps, Apollinaire, Pierre Reverdy, Jean Cocteau, André Breton, Gaston-Louis Roux, Juan Gris ou Paul Éluard.
De retour au Chili, il s’implique dans la vie politique en défendant des idées communistes. C’est à cette époque, il a 33 ans, qu’il tombe amoureux d’une jeune fille, Ximena Amunátegui, âgée de 14 ans. Il quitte sa femme avec la volonté d'épouser Ximena, mais les parents de la jeune fille s’y opposent fermement et il est même obligé de quitter le pays. Deux ans plus tard cependant, il enlève sa belle et se marie avec elle selon le rite musulman, car il s'est converti entretemps à l'Islam. En 1934, naît son cinquième fils, Vladimir, prénom donné à l'enfant en honneur à Lénine. En 1945, tandis qu'il travaille comme correspondant de la Seconde Guerre mondiale, Ximène le quitte pour un jeune poète chilien, Godofredo Iommi. À son retour à Santiago, il rencontre celle qui deviendra sa troisième femme, Raquel Señoret.
Eduardo Anguita, poète chilien, collaborateur et ami de Huidobro, publie l’Anthologie de Vicente Huidobro, rassemblée par ses soins.

### Dernières années
En 1946, il s'installe à Carthagène, station balnéaire chilienne située dans le littoral du centre du Chili. L'année suivante, il souffre d’un accident vasculaire cérébral attribué à ses blessures de guerre. Le 2 janvier 1948, il meurt dans sa maison et est enterré, selon ses désirs, dans une colline face à la mer. Sa fille aînée, Manuela, et Eduardo Anguita rédigent l’épitaphe : « Ici gît le poète Vicente Huidobro / Ouvrez la tombe / Au fond de cette tombe on voit la mer». En 1948, Manuela publie un résumé de textes inédits et publications variées dans Derniers poèmes.
Aux côtés de Gabriela Mistral, Pablo Neruda et Pablo de Rokha, Vicente Huidobro est l’un des grands écrivains chiliens du XXe siècle. Son énorme contribution a enrichi la littérature hispano-américaine et mondiale. Ayant consacré sa vie à la littérature, fidèle à ses convictions politiques, Vicente Huidobro a permis un profond renouvellement de la poésie et de la littérature sud-américaines.

## Son œuvre

### Œuvres publiées de son vivant
- Des échos de l'âme, Santiago, Chili, 1911.
- La Grotte du silence, Santiago, Chili, 1913.
- Chansons dans la nuit, Santiago, Chili, 1913.
- En passant et en passant, Santiago, Chili, 1914.
- Les Pagodes cachées, Santiago, Chili, 1914.
- Adán, Santiago, 1916.
- Le Miroir d'eau, Buenos Aires, Orión, 1916.
- Horizon carré, Paris, Paul Birault, 1917.
- Poèmes arctiques, Madrid, Pueyo, 1918.
- Équatoriale, Madrid, Pueyo, 1918.
- Tour Eiffel, Madrid, s. Et., 1918. (écrit en français)
- Hallali, Madrid, Jesús López, 1918. (écrit en français)
- Saisons choisies, Paris, La Cible, 1921.
- Finis Britannia, Paris, Fiat Lux, 1923.
- Tout à coup, Paris, Au Sans Pareil, 1925.
- Automne régulier, Paris, Librairie de France, 1925.
- Manifestes, Paris, Revue Mondiale, 1925.
- Vents contraires, Santiago, Nascimento, 1926.
- À moi Cid Campeador, Madrid, Compagnie Iberoamericana de Publications, 1929.
- Tremblement de ciel, Madrid, Plutarque, 1931 ; Paris, l'As de Cœur, 1932.
- Altazor ou le Voyage en parachute, Madrid, Compagnie Iberoamericana de Publications, 1931.
- Gilles de Raiz, Paris, Totem, 1932.
- La Prochaine, Santiago, Walton, 1934.
- Papa ou le Journal d'Alicia Mir, Santiago, Walton, 1934.
- Cagliostro, Santiago, Zig-Zag, 1934.
- Dans la lune, Santiago, Ercilla, 1934.
- Trois nouvelles exemplaires, Santiago, Zig-Zag, 1935 (avec Hans Arp).
- Sátiro ou le Pouvoir des mots, Santiago, Zig-Zag, 1939.
- Voir et palper, Santiago, Ercilla, 1941.
- Le Citoyen de l'oubli, Santiago, Ercilla, 1941.
- Derniers Poèmes, Santiago, Ahués Frères, 1948.
- Altaigle ou l'Aventure de la planète, Georges Houyoux éditeur, 1957.

### Compilations posthumes
- Œuvres complètes, 2 vols., Santiago, Zig-Zag, 1964.
- Œuvres complètes, 2 vols., Santiago, Andrés Beau, 1976.
- Horizon carré et autres poèmes français, édition établie et préfacée par Émilien Sermier, Paris, L'oncle d'Amérique, 2025, 254 p.